# Lubě
Lubě (en allemand : Lubie) est une commune du district de Blansko, dans la région de Moravie-du-Sud, en République tchèque. Sa population s'élevait à 92 habitants en 2020.

## Géographie
Lubě se trouve à 10 km à l'ouest-nord-ouest de Blansko, à 24 km au nord-nord-ouest de Brno et à 169 km au sud-est de Prague.
La commune est limitée par Brťov-Jeneč au nord, par Žernovník et Malá Lhota à l'est, par Újezd u Černé Hory au sud, et par Hluboké Dvory, Unín et Bukovice à l'ouest.

## Histoire
La première mention écrite de la localité date de 1360.